# Spotting (tehnică de dans)

<centerUn dansator efectuând spotting spre privitor în timp ce execută Fouetté

Spotting este o tehnică folosită de dansatori în timpul executării piruetelor. Scopul acesteia este de a susține o orientare constantă a privirii și a capului dansatorului, până la unghiul maxim posibil, pentru a îmbunătăți controlul dansatorului și pentru a preveni amețeala.